# 蠟療
蠟療，屬於物理治療中熱療的一種。主要用於於治療慢性關節炎，神經病變等。原理為使用石蠟包覆患部，傳導熱能以進行熱療。

## 原理
蠟療在中國醫學中已行之有年，《本草綱目/蟲部》中記載：「腳上凍瘡。濃煎黃蠟塗搽。湯火傷瘡，紅腫成膿。用麻油四兩、當歸一兩，煎焦去渣，加黃蠟一兩攪化，放冷後攤布上貼好，極效」。而近代蠟療是利用傳導的方式傳遞熱能，常使用在一些慢性關節疾病者。
一般石蠟的溶點為攝氏30－70度，醫用石蠟則是將石蠟和礦物油以混合比例6:1或是7:1的方式製成，加入礦物油之後可以降低熔點至約50度，而礦物油還有潤滑的作用，在治療完成後能夠輕易的將石蠟移除。由於石蠟的低比熱，就算使用較高的水溫也不至於使病人燙傷。其傳導熱的速率也比水來得慢，對組織的加溫當然也較慢，也同樣可以降低燙傷的機會。

### 優點
- 因石蠟的比熱低，使用石蠟為治療介質比以熱水為治療介質時用的溫度較高亦不會有燙傷之虞。
- 熱傳導系數低，所以組織加溫慢，因此可以防止組織過熱。
- 石蠟中的礦物油可濕潤皮膚。
- 對於末梢肢體的使用非常方便。
- 可軟化皮膚並增加組織的柔軟度。
- 是一種感覺舒適的濕熱(Moist Heat)。

### 缺點
- 僅對末梢肢體(如手部、足部)較易使用。
- 無法控制使用時溫度。
- 一次治療加熱約只能持續20分鐘。
- 蠟療是一種被動治療(即患者並沒有主動運動的參與)，由於被蠟包覆，治療部位很少能同時進行運動。

## 治療方式
- 包覆法：將治療的部位清洗擦乾，裝飾品(如戒指)移除後，將欲治療的肢體放輕鬆、張開，浸入石蠟內，再拿出來，則石蠟會在肢體表面形成固態狀，此依步驟應重複8~12次後，再以絕緣的塑膠袋套著，並以毛巾包著以保持溫度。此時若肢體因熱而產生水腫的傾向，則可以把肢體舉高超過心臟，直到治療時間結束。
- 浸泡法：初始步驟與包覆法大致，直到當蠟膜凝固於患部後，再將肢體放入石蠟浴中浸泡約15~20分鐘，而這最大的影響是在溫度的上升及血流的增加，但法不適用於易產生水腫的病人。
- 蠟盤法：將已熔化的石蠟倒入準備好的盤中，待冷卻成餅狀以後將石蠟餅取出包覆於患部，比起包覆法，此法操作較簡單迅速。
- 塗刷法：使用於一些有角度限制或難以置放於石蠟箱的肢體部位，此時可將石蠟塗刷於這些部位數次，再以油布或棉墊纏繞包起來，作為保溫之用。

## 臨床適用症及禁忌症

### 適用症
- 在亞急性或慢性外傷及有發炎情況時適用，如風濕性關節炎。
- 適用於燒傷病人，尤其是當皮膚正處於癒合階段時，蠟療有助於增加皮膚柔軟度，以防止日後活動度受限。

### 禁忌症
- 急性發炎期。
- 有局部感染，且可能因濕熱而使病情加重。
- 傷處正在流血階段。
- 有周邊血管疾病。
- 患有惡性腫瘤。